# 戯音工房
株式会社戯音工房（ぎおんこうぼう）は、テレビ番組の音響効果・選曲・MAの制作プロダクションである。

## 会社概要

### 所在地
- 本社・大阪スタジオ : 大阪市北区天神橋1丁目7-17　イケガミノースハウス5F
- 東京スタジオ : 東京都港区麻布十番2丁目16-8　日学コアビル2F

### 役員
- 代表取締役社長：久保秀夫

### 設立年月日
- 1992年（平成4年）9月1日

## 所属スタッフ

### 音効 / MA

#### 大阪本社
- 久保秀夫（代表者／サウンドエフェクトから移籍）
- 衛藤恒明
- 三木直彦
- 山本大輔
- 新谷明比古
- 西島弘晃

#### 東京
- 久坂惠紹（専務取締役／大阪本社から移籍）

## 主な担当実績
（凡例）太字：現在放映中また継続中（特番の場合）の番組・これから放映される番組。東：東京スタジオ支社担当の番組。

### TV番組

#### 1992年-1999年
レギュラー・セミレギュラー番組
- 電動くるくる大作戦（読売テレビ、吉本興業　1992年10月-1993年3月、※関西ローカル）
- すんげー!Best10（ABC、吉本興業　1995年1月8日-1997年9月、※関西ローカル）
- なんじゃそら三人組（ABC、吉本興業　1995年4月2日-12月24日、※関西ローカル）
- 快傑えみちゃんねる（関西テレビ　1995年7月10日-、※関西ローカル）
- なんじゃそら三人組・旅情編（ABC、吉本興業　1996年1月7日-2000年3月26日、※関西ローカル）
- おもしろ旅美人（関西テレビ、エキスプレス　1996年6月11日-1998年9月27日、※関西ローカル）
- よしもと麻雀倶楽部（サンテレビ、吉本興業　1997年4月-1999年3月、※関西ローカル）
- 晴れるヤ夢街道!浪花雪之丞一座（読売テレビ、吉本興業、インパクト　1997年4月-2003年3月、※関西ローカル）
- 吉本超合金（テレビ大阪、吉本興業　1997年10月1日-2000年7月2日、※関西ローカル）
- トミーズのはらぺこ亭（関西テレビ、吉本興業、メディアプルポ　1997年10月3日-2008年3月29日、※関西ローカル）
- 大阪一番星（ABC、吉本興業　1997年10月4日-1998年4月、※関西ローカル）
- あなたにありがとう（関西テレビ　1998年4月4日-1999年9月25日、※関西ローカル）
- 謎の処方箋 コントS錠（関西テレビ、松竹芸能、メディアプルポ　1998年4月6日-9月28日、※関西ローカル）
- びじゅある（関西テレビ、吉本興業　1998年4月7日-9月29日、※関西ローカル）
- ココリコの銀河ピカイチTV（毎日放送、吉本興業　1998年4月-、※関西ローカル）
- 暴ロンブー（毎日放送、吉本興業　1998年4月-1999年9月28日、※関西ローカル）
- 一番星JAPAN（ABC、吉本興業　1998年5月-8月29日、※関西ローカル）
- 純情学園男組（ABC、吉本興業　1998年9月5日-1999年、※関西ローカル）
- 名探偵・山田花子（関西テレビ、吉本興業、メディアプルポ　1998年10月3日-1999年9月25日、※関西ローカル）
- ココリコ海上火災（毎日放送、吉本興業　1998年10月6日-1999年9月28日、※関西ローカル）
- 爆烈!シャンプー（毎日放送、吉本興業、ファンズプロダクション　1999年4月7日-2001年3月21日、※関西ローカル）
- 今田・極楽のエンタ（毎日放送、吉本興業　1999年10月5日-2001年3月20日、※関西ローカル）
- クヮンガクッ（毎日放送、吉本興業　1999年10月5日-2001年3月20日、※関西ローカル）
- ナンバ壱番館（ABC、吉本興業　1999年10月7日-2004年4月1日、※関西ローカル）
- ちちんぷいぷい（毎日放送　1999年10月11日-、※関西ローカル）
- 激うま対決!メロン城の伝説（関西テレビ、吉本興業、メディアプルポ　1999年10月16日-2000年、※関西ローカル）

単発・特番
- オールザッツ漫才（毎日放送、吉本興業　1992年12月29日- 年末特番、※関西ローカル）
- 春一番!笑売繁盛（毎日放送、吉本興業　1993年1月4日- 正月特番、※関西ローカル）
- ダウンタウンですよーだ（毎日放送、吉本興業　1999年3月、※関西ローカル）

#### 2000年代
レギュラー・セミレギュラー番組
- ツッコメディ!痛快パラダイス（ABC、吉本興業　2000年4月2日-10月1日、※関西ローカル）
- 吉本超合金F（テレビ大阪、吉本興業　2000年7月9日-2002年9月29日、※関西ローカル）
- なんやモー目茶苦茶屋（ABC、吉本興業　2000年10月8日-2002年3月31日、※関西ローカル）
- べえぇす!（テレビ大阪、吉本興業　2000年11月4日-2001年9月22日、※関西ローカル）
- 週刊V.WEST（関西テレビ、メディアプルポ　2001年4月4日-2002年9月24日、※関西ローカル）
- ごきげん!ブランニュ（ABC、吉本興業、ヴォックス　2001年4月7日-2016年3月28日、※関西ローカル）
- 今田・極楽のゴズィラ（毎日放送、吉本興業　2001年4月10日-12月、※関西ローカル）
- せやねん! 午後の部（毎日放送　2001年4月14日-、※関西ローカル）
- ?マジっすか!（毎日放送、吉本興業　2001年4月15日-2003年3月18日、※関西ローカル）
- ホップ!ステップ!シャンプー!（ABC、JAWS　2002年4月6日-2012年3月31日、※関西ローカル）
- イケチキ!!（TBS、吉本興業、リーライダーす　2002年4月8日-9月、※関東ローカル）
- 美少女日記III ことミック大辞典（テレビ東京、テレビ東京ミュージック、吉本興業　2002年9月30日-12月27日、※関東ローカル）
- J3 KANSAI（関西テレビ、メディアプルポ　2002年10月2日-2003年3月25日、※関西ローカル）
- 吉本超合金K・ケンコバ大王（テレビ大阪、吉本興業　2002年10月6日-2003年3月30日、※関西ローカル）
- 吉本もののけバラエティー 妖怪ブッサイくん（テレビ大阪、吉本興業　2002年10月9日-2003年3月26日、※関西ローカル）
- 美少女日記III 燃えろ!マナー部（テレビ東京、テレビ東京ミュージック、吉本興業　2003年1月6日-3月28日、※関東ローカル）東
- NUDE（テレビ大阪、glow　2003年1月6日-2007年3月30日、※関西ローカル）
- 知っとこ!（毎日放送　2003年3月29日-2015年3月28日、※TBS系列全国ネット）
- セクシー女塾（テレビ東京、テレビ東京ミュージック、吉本興業　2003年3月31日-9月26日、※関東ローカル）東
- ほんじゃに!（関西テレビ、メディアプルポ　2003年4月2日-2007年4月25日、※関西ローカル）
- ロンロバ!ハイティーンブギ!（TBS、吉本興業、バックアップメディア　2003年4月2日-9月24日、※TBS系列ほか）東
- 食べて元気!ほらね（ABC、インパクト　2003年4月5日-2008年3月22日、※関西ローカル）
- 大阪フジワラリゾート（テレビ大阪、吉本興業　2003年4月20日-9月28日、※関西ローカル）
- 中川家ん!（毎日放送、吉本興業　2003年9月2日-2005年3月22日、※関西ローカル）
- それゆけ!ゴロッキーズ（テレビ東京、テレビ東京ミュージック、吉本興業　2003年9月29日-12月26日、※関東ローカル）東
- ロンロバ!全力投球（TBS、吉本興業、バックアップメディア　2003年10月2日-2004年3月25日、※TBS系列ほか）東
- よろしく!センパイ（テレビ東京、テレビ東京ミュージック、吉本興業　2004年1月5日-4月2日、※関東ローカル）東
- ロンロバ!金メダル!（TBS、吉本興業、バックアップメディア　2004年4月1日-9月30日、※TBS系列ほか）東
- よしもとサンサンTV（サンテレビジョン|サンテレビ、吉本興業　2004年4月3日-2009年3月31日、※関西ローカル）
- 二人ゴト（テレビ東京、テレビ東京ミュージック、吉本興業　2004年4月5日-10月1日、※関東ローカル）東
- フットボール汗（テレビ大阪、吉本興業　2004年4月7日-2005年3月30日、※関西ローカル）
- にこいち 〜スーパースター友情列伝〜（ABC、吉本興業　2004年4月8日-2005年3月31日、※関西ローカル）
- ますだおかだ角パァ!（ABC、松竹芸能　2004年4月16日-2008年9月19日、※関西ローカル）
- 美の京都遺産（毎日放送、MBS企画　2004年7月-、※関西ローカル）
- なにわ人情コメディ 横丁へよ〜こちょ!（ABC、吉本興業　2004年10月3日-2008年3月30日、※関西ローカル）
- エンパラナイト（日本テレビ、東阪企画　2004年10月4日-2005年9月30日、※関東ローカル）
- 魔女っ娘。梨華ちゃんのマジカル美勇伝（テレビ東京、テレビ東京ミュージック、吉本興業　2004年10月4日-12月24日、※関東ローカル）東
- きになるオセロ（ABC、ABCリブラ、松竹芸能　2004年10月6日-2008年3月19日、※関西ローカル）
- 芸能人口コミの店 えぇ処（読売テレビ、吉本興業、バックアップメディア　2004年10月7日-2005年3月31日、※日本テレビ系列ほか）東
- 地球街角アングル（NHK　2004年10月29日-2006年4月2日、）東
- 娘。ドキュメント2005（テレビ東京、テレビ東京ミュージック、吉本興業　2005年1月5日-4月1日、※関東ローカル）東
- 娘DOKYU!（テレビ東京、テレビ東京ミュージック、吉本興業　2005年4月4日-2006年9月29日、※関東ローカル）東
- ビーバップ!ハイヒール（ABC　2005年4月7日-、※関西ローカル）
- ジャイケルマクソン（毎日放送、吉本興業　2005年4月13日-2010年12月22日、※関西ローカル）
- メッセ弾（テレビ大阪、吉本興業、クラッチ.　2006年1月13日-2009年9月18日、※関西ローカル）
- 天才!!カンパニー（日本テレビ、東阪企画　2006年4月1日-、※関東ローカル）東
- こちらササキ研究所（テレビ東京、吉本興業、boom　2006年4月6日-9月28日、※テレビ東京系列全国ネット）東
- 美味!ニッポン（テレビ大阪、テーク・ワン、ヴォックス　2006年4月9日-2008年3月20日、※関西ローカル）
- 情熱大陸（毎日放送　200?年?月?日-、※TBS系列全国ネット）東
- 朝だ!生です旅サラダ（ABC、ABCリブラ　200?年?月?日-、※テレビ朝日系列全国ネット）
- 週刊プラチケ!（関西テレビ　2006年4月12日-2010年9月24日、※関西ローカル）
- 歌ドキッ! 〜ポップクラシックス〜（テレビ東京、テレビ東京ミュージック、吉本興業　2006年10月2日-2008年3月28日、※関東ローカル）東
- キンコンヒルズ（テレビ東京、吉本興業、boom　2006年10月5日-2009年4月2日、※テレビ東京系列全国ネット）東
- ランキンの楽園（毎日放送、吉本興業　2006年11月24日-2008年9月12日、※TBS系列全国ネット）
- くろだ荘の宴（関西テレビ　2007年1月8日-3月26日）
- 爆感!グラビア帝国（テレビ大阪、テーク・ワン、ファンタスター　2007年1月12日-9月21日、※関西ローカル）
- ごぶごぶ（毎日放送、吉本興業　2007年2月23日-2016年3月29日、※関西ローカル）東
- 麒麟の部屋（毎日放送、吉本興業　2007年4月10日-2011年3月29日、※関西ローカル）
- 関ジャニ∞のジャニ勉（関西テレビ、メディアプルポ　2007年5月2日-、※関西ローカル）
- 藤井陣内のザ・レジェンド（ABC、吉本興業　2007年7月7日-2008年3月28日、※関西ローカル）
- 吉本☆ぐいピコ!（京都放送|KBS京都、吉本興業　2007年9月5日-2008年3月26日、※関西ローカル）
- よゐこのワケアリ（毎日放送、松竹芸能　2007年10月16日-2008年3月18日、※関西ローカル）
- ベリキュー!（テレビ東京、テレビ東京ミュージック、吉本興業　2008年3月31日-10月3日、※関東ローカル）東
- 週末の探検家〜夢羅針盤〜（ABC　2008年4月5日-2010年3月25日、※関西ローカル）
- あったか人情コメディ 湯けむりパラダイス!（ABC、吉本興業　2008年4月6日-2009年3月29日、※関西ローカル）
- 美向上計画（関西テレビ、ファンズプロダクション　2008年4月7日-2010年12月27日、※関西ローカル）
- 今ちゃんの「実は…」（ABC、吉本興業、ABCリブラ　2008年4月9日-、※関西ローカル）
- なまみつ（毎日放送、吉本興業　2008年4月10日-9月25日、※関西ローカル）
- トミーズのはらぺこキッチン 極（関西テレビ、吉本興業、メディアプルポ　2008年4月12日-2010年3月27日、※関西ローカル）
- 絶景!アジア紀行 インド編「聖なるガンジス河」（TBS、ドリマックス・テレビジョン、東阪企画　2008年4月27日-5月25日、※TBS系列全国ネット）
- よろセン!（テレビ東京、テレビ東京ミュージック、吉本興業　2008年10月6日-2009年3月27日、※関東ローカル）東
- ロケみつ〜ロケ×ロケ×ロケ〜（毎日放送、吉本興業　2008年10月9日-2012年4月5日、※関西ローカル）
- チェック!ザ・No.1（毎日放送、吉本興業　2008年10月17日-2009年3月13日、※TBS系列全国ネット）
- クギづけ 投稿動画ハイスクール（日本テレビ、吉本興業　2008年10月29日-2009年3月25日、※日本テレビ系列一部全国ネット）
- サキよみ ジャンBANG!（テレビ東京、ジャンプコーポレーション　2009年4月3日-2014年3月28日、※テレビ東京系列全国ネット）東
- 爆笑!ふれあいコメディ こちらかきくけ公園前（ABC、吉本興業　2009年4月5日-2010年3月28日、※関西ローカル）
- チュー'sDAYコミックス 侍チュート!（毎日放送、吉本興業　2009年4月7日-2010年3月16日、※TBS系列全国ネット）
- mu-Jack（関西テレビ、メディアプルポ　2009年4月10日-2013年3月29日、※関西ローカル）東
- ヤリキレナイ川（TBS、吉本興業、boom　2009年4月26日-9月27日、※関東ローカル）東
- 元気家族テレビ となりのマエストロ（毎日放送　2009年10月18日-2010年9月19日、※TBS系列全国ネット）東

単発・特番
- コンビ結成!?やすしきよしの東海道爆笑珍道中（関西テレビ、吉本興業　2001年4月28日、※関西ローカル）
- やすしきよしの夏休み（関西テレビ、吉本興業　2001年8月26日-、※関西ローカル）
- 吉本陸上競技会（毎日放送、吉本興業　2001年10月10日-、※関西ローカル）
- 爆劇!新base隊（毎日放送、吉本興業　2002年6月-2003年、※関西ローカル）
- 上沼恵美子は見た!日常ワイド劇場（毎日放送、TBS、レジスタエックスワン　2004年3月25日,9月24日,2005年5月27日、※TBS系列全国ネット）
- もう時効だヨ全員集合 史上最強!花の芸能界オフレコトークバトル（TBS、吉本興業、バックアップメディア　2004年5月14日,10月1日、※TBS系列全国ネット）
- 笑道（毎日放送、吉本興業　2005年4月-、※関西ローカル）
- THEランク（ABC　2005年9月13日、※関西ローカル）
- 陣内智則のイケメン5（ABC、吉本興業　2006年9月17日-2011年3月27日、※関西ローカル）
- フットボール刑事の芸人家宅捜査（ABC、吉本興業　2006年10月6日-、※関西ローカル）
- 必笑!仕事人〜浪花の春の偽金からくり〜（ABC、吉本興業　2007年1月3日、※関西ローカル）
- やしきたかじんプロデュース（テレビ大阪、BOY'S　2007年3月10日、※関西ローカル）
- しゅんげー!ベスト10（ABC、吉本興業　2007年6月1日、※関西ローカル）
- よしもとモノマネグランプリ（毎日放送、吉本興業、ゾフィープロダクツ　2009年2月21日、※関西ローカル）
- 世界衝撃映像100連発 カメラが見た劇的瞬間（TBS、東阪企画　2009年6月2日-、※TBS系列全国ネット）
- タカトシラベ（関西テレビ　2009年10月9日、※関西ローカル）

#### 2010年代
レギュラー・セミレギュラー番組
- LIFE〜夢のカタチ〜（ABC　2010年4月3日-、※関西ローカル）
- 全快はつらつコメディ お笑いドクター24時!!（ABC、吉本興業　2010年4月4日-2011年4月3日、※関西ローカル）
- ハミ出す才能教育バラエティ!! 小籔★スターリオン（ABC、吉本興業　2010年4月7日-2011年4月27日、※関西ローカル）
- 雨上がり食楽部（関西テレビ、吉本興業、メディアプルポ　2010年4月17日-、※関西ローカル）
- メイドインカンサイ（関西テレビ、吉本興業　2010年4月26日-2011年4月4日、※関西ローカル）
- 枠アリ!（毎日放送、吉本興業　2010年6月13日-2011年3月18日、※関西ローカル）
- 情熱★エンためファクトリー どっキング!!!（関西テレビ、吉本興業、メディアプルポ　2010年10月12日-2011年4月5日、※関西ローカル）
- くらべるくらべらー（毎日放送　2010年11月10日-2011年7月20日、※TBS系列全国ネット）東
- ほっとけ!3人組（ABC、吉本興業　2011年4月10日-2012年4月1日、※関西ローカル）
- ピーコ&兵動のピーチケパーチケ（関西テレビ　2011年4月13日-、※関西ローカル）
- どっキング48（関西テレビ、吉本興業、メディアプルポ　2011年4月19日-2013年3月26日、※関西ローカル）
- 女性ホルモン分泌バラエティー 全力☆が〜る（毎日放送、吉本興業　2011年4月27日-10月26日、※関西ローカル）
- おぎやはぎの愛車遍歴 NO CAR, NO LIFE!（BS日テレ、東阪企画　2011年10月5日-、※衛星放送）東
- パワー☆プリン（TBS、吉本興業　2011年10月12日-2013年8月30日、※関東ローカル）
- 関西バンザイTV まぶしいチカラ（毎日放送、吉本興業　2011年11月2日-2012年3月28日、※関西ローカル）
- 雨上がりのやまとナゼ?しこ（ABC、吉本興業　2011年11月1日-2015年12月22日、※関西ローカル）
- ハイボール万歳!（BS-TBS、東阪企画　2012年4月2日-、※衛星放送）東
- 千原ジュニアのまぶしいチカラ（毎日放送、吉本興業　2012年4月4日-10月24日、※関西ローカル）
- ロケみつ ザ・ワールド（毎日放送、吉本興業　2012年4月5日-2014年3月27日、※関西ローカル）
- 見知らぬ関西新発見!みしらん（ABC　2012年4月7日-2013年9月21日、※関西ローカル）
- 熱血!人情派コメディ しゃかりき駐在さん（ABC、吉本興業　2012年4月8日-2013年3月31日、※関西ローカル）
- 東西芸人いきなり!2人旅（ABC、吉本興業　2012年5月6日-2013年3月31日、※関西ローカル）
- 大阪再発見バラエティ 八光のじもとモット!（テレビ大阪、吉本興業、江戸堀本舗　2012年9月29日-、※関西ローカル）
- すてき彩事記（関西テレビ）
- 知ってるor知ったか?クイズ!バレベルの塔（ABC、吉本興業　2013年4月7日-9月29日、※関西ローカル）
- NMBとまなぶくん（関西テレビ、吉本興業、メディアプルポ　2013年4月11日-、※関西ローカル）
- 笑い飯のおもしろテレビ（サンテレビ、吉本興業　2013年5月7日-2016年3月29日、※関西ローカル）
- ビートたけしのTVタックル（テレビ朝日、テレビ朝日映像　2014年3月31日-2016年3月28日、※テレビ朝日系列全国ネット）東
- 林修の今でしょ!講座（テレビ朝日　2014年4月8日-、※テレビ朝日系列全国ネット）東
- メッセンジャー&なるみの大阪ワイドショー（毎日放送、吉本興業、ゾフィープロダクツ　2014年4月17日-、※関西ローカル）
- ロケみつ フライデー（毎日放送、吉本興業　2014年4月18日-2015年3月27日、※関西ローカル）
- ニッポン元気計画! 眠れるスター目覚ましバラエティ“ハックツベリー”（テレビ東京、吉本興業、セドナ・ブラザーズ・プロダクション　2014年4月19日-2015年9月27日、※テレビ東京系列全国ネット）東
- 所さんのニッポンの出番!（TBS、ジャンプコーポレーション、テレパック　2014年10月21日-、※TBS系列全国ネット）東
- サタデープラス（毎日放送　2014年4月4日-、※TBS系列全国ネット）
- 紺野、今から踊るってよ（テレビ東京　2015年3月29日-、※関東ローカル）東
- ぶちぶちシソンヌ（広島ホームテレビ　2015年4月22日-、※広島ローカル）
- 林先生が驚く初耳学!（毎日放送、ワタナベエンターテインメント　2015年4月12日-、※TBS系列全国ネット）東
- そんなバカなマン（フジテレビ、シオプロ　2015年4月14日-、※フジテレビ系列ほか一部ネット）東
- メッセンジャーの○○は大丈夫なのか?（毎日放送、吉本興業　2015年4月23日-、※TBS系列ほか一部ネット）
- 世界の何だコレ!?ミステリー（フジテレビ、オクタゴン　2015年10月21日-、※フジテレビ系列全国ネット）東
- 鷲見玲奈、お肉 吟じます。（テレビ東京、オクタゴン　2016年1月12日-、※関東ローカル）東
- 夕ぎりゲーム学園（テレビ東京、電通、ジャンプコーポレーション　2016年4月4日-、※テレビ東京系列全国ネット）東
- 橋下×羽鳥の新番組（仮） 教えてあげる!橋下ちゃん（テレビ朝日、BigFace　2016年4月-、※テレビ朝日系列全国ネット）東

単発・特番
- タカトシラベプレミアム（関西テレビ　2010年1月2日、※関西ローカル）
- よしもとモノマネグランプリ2010（毎日放送、吉本興業　2010年2月27日、※関西ローカル）
- 7時ですよーだ（毎日放送、吉本興業　2010年9月2日、※関西ローカル）
- 熱血!テレビ番長「ニッポンの明るい悩み相談室」（毎日放送、吉本興業　2011年1月18日、※関西ローカル）
- 熱血!テレビ番長「おしゃべり深夜特急 徹夜で朝ごはんを食べよう!」（毎日放送、吉本興業　2011年1月25日、※関西ローカル）
- 熱血!テレビ番長「15だった夜 A NIGHT I WAS FIFTEEN」（毎日放送、吉本興業　2011年2月1日,3月1日、※関西ローカル）
- 熱血!テレビ番長「ハレルヤロダン」（毎日放送、吉本興業　2011年2月15日、※関西ローカル）
- おバカワイイ男子へ贈る ラフがーる（毎日放送　2011年2月23日、※関西ローカル）
- 男と女のミステリー!やまと“ナゼ?”しこ（ABC、吉本興業　2011年8月9日、※関西ローカル）
- 東西芸人いきなり!2人旅〈パイロット版〉（ABC、吉本興業　2011年10月9日,2012年1月3日、※関西ローカル）
- 世界の子供がSOS!THE★仕事人バンク マチャアキJAPAN7（ABC、社員、CoCoLo　2012年3月18日）
- ヨルスパ!「ももクロVS100人のゾンビ SAVE」（関西テレビ、メディアプルポ　2012年6月17日、※関西ローカル）
- ヨルスパ!「ザキヤマ☆おかだのガンメン!!!〜そんなあなたは○○顔〜」（関西テレビ、クラッチ.　2012年7月8日、※関西ローカル）
- 世界がザワついた（秘）映像 ビートたけしの知らないニュース（テレビ朝日、ドラゴンエンタテインメント　2013年12月9日-、※テレビ朝日系列全国ネット）東
- 今だから言えるナイショ話（毎日放送、ドリマックス・テレビジョン　2014年5月28日-、※TBS系列全国ネット）MAのみ
- 橋下×羽鳥の新番組始めます! 教えてあげる!橋下ちゃん（テレビ朝日、BigFace　2016年3月23日、※テレビ朝日系列全国ネット）東